# Crinorus projectus
Crinorus projectus är en insektsart som beskrevs av Nielson 1982. Crinorus projectus ingår i släktet Crinorus och familjen dvärgstritar. Inga underarter finns listade i Catalogue of Life.